# Ulrich Neymeyr
Ulrich Neymeyr, né le 12 août 1957 à Worms (Rhénanie-Palatinat, Allemagne), est un prélat catholique allemand, évêque auxiliaire de Mayence de 2003 à 2014 et évêque d'Erfurt depuis cette même année.

## Biographie

### Formation et prêtrise
Ulrich Neymeyr naît dans l'arrondissement de Worms-Herrnsheim, à Worms. Après avoir obtenu son diplôme au Gymnasium de Worms en 1975, il entre au séminaire de Mayence et étudie la philosophie et la théologie catholique à l'Université Johannes Gutenberg de Mayence.
Après ses études, il est ordonné prêtre, le 12 juin 1982, par le cardinal Hermann Volk. Il devient alors curé des églises Saint-François de Mainz-Lerchenberg et Maria Königin de Mainz-Drais.
En 1984, il est libéré de ses fonctions pour obtenir son doctorat. Il l'obtient en 1987, avec une thèse intitulée : « Les professeurs chrétiens pendant le deuxième siècle. Leur enseignement, leur compréhension d'eux-mêmes et de leur histoire. »
En août 1987, il est nommé chancelier et économiste du Séminaire de Mayence par Karl Lehmann. En 1993, lui est confiée la direction de deux paroisses à Rüsselsheim. En 2000, il devient curé de Worms-Horchheim et gère en même temps les paroisses de Worms-Wiesoppenheim et Worms-Heppenheim.

### Épiscopat
Le 20 février 2003, le pape Jean-Paul II le nomme évêque titulaire de Maraguia (de) et évêque auxiliaire du diocèse de Mayence. Sa consécration épiscopale a lieu le 21 avril 2003 dans la cathédrale Saint-Martin de Mayence. Il est alors consacré par le cardinal Karl Lehmann, assisté de Karl-Josef Rauber et Wolfgang Rolly.
Ulrich Neymeyr exerce alors la charge de vicaire épiscopal. Il est également membre de la Commission pour la jeunesse et du Comité de journalisme de la Conférence épiscopale allemande, et vice-président de la Société pour l'histoire de l'Église rhénane.
Le 19 septembre 2014, il est nommé évêque d'Erfurt par le pape François. Il prendra ses fonctions le 22 novembre prochain.